# Albizia nayaritensis
Albizia nayaritensis är en ärtväxtart som beskrevs av Nathaniel Lord Britton och Joseph Nelson Rose. Albizia nayaritensis ingår i släktet Albizia och familjen ärtväxter. Inga underarter finns listade i Catalogue of Life.